# Nos funérailles
Pour plus de détails, voir Fiche technique et Distribution.
Nos funérailles (The Funeral) est un film américain réalisé par Abel Ferrara, sorti en 1996.

## Synopsis
Les membres de la famille Tempio sont réunis à l'occasion de l'enterrement de Johnny (Vincent Gallo), tué par balle à la sortie d'un cinéma. Tandis que Ray (Christopher Walken), l'aîné des trois frères et membre de la mafia locale tente de trouver le coupable, le cadet Chezarrino (Chris Penn) sombre peu à peu dans la folie. 

## Fiche technique
- Titre : Nos funérailles
- Titre original : The Funeral
- Réalisation : Abel Ferrara
- Scénario : Nicholas St. John (en)
- Pays de production : États-Unis
- Format : Couleurs - 1,85:1 - Dolby - 35 mm
- Genre : Drame
- Budget : 12 500 000 $
- Durée : 99 minutes
- Dates de sortie :
  - États-Unis : 1er novembre 1996
  - France : 27 novembre 1996

## Distribution
- Christopher Walken (V. F. : Patrick Floersheim) : Ray Tempio
- Chris Penn (V. F. : José Luccioni) : Chez Tempio
- Vincent Gallo (V. F. : Philippe Vincent) : Johnny Tempio
- Benicio del Toro (V. F. : Michel Vigné) : Gaspare Spoglia
- Annabella Sciorra[1] (V. F. : Déborah Perret) : Jean
- Isabella Rossellini (V. F. : Catherine Hamilty) : Clara Tempio
- Gretchen Mol : Helen
- Victor Argo (V. F. : Jean-Jacques Nervest) : Julius
- Edie Falco : La femme dans l'Union Hall

## Analyse
Il s'agit certainement du film le plus abouti de Ferrara qui, à travers le destin de trois frères, traite de ses obsessions traditionnelles : la mort, la perversion, la violence. D'une noirceur absolue, l'histoire alterne les flashbacks des principaux protagonistes et scènes plus intimistes, donnant une épaisseur psychologique encore jamais atteinte par le cinéaste new-yorkais. Certaines scènes sont très fortes, telle l'initiation au meurtre de Ray par son père alors qu'il n'a que quatorze ans : sous les yeux de ses deux jeunes frères, Ray se voit contraint de tirer sur un homme attaché tandis que son père lui explique en dialecte sicilien la logique de cet acte. La musique y tient une place également très importante.

## Box-office
- Mondial : 3 890 841 $[2]
  -  États-Unis : 1 227 324 $[3]
  -  France : 217 523 entrées[2]